# Camilo Mena
Camilo Andrés Mena Márquez (ur. 1 października 2002 w Concordii) – kolumbijski piłkarz występujący na pozycji pomocnika w Lechii Gdańsk.

## Kariera klubowa
Grę w piłkę nożną rozpoczął w klubie Alianza Platanera. Po sześciu miesiącach przeniósł się do akademii Tigres FC. W połowie 2018 roku został włączony do pierwszej drużyny. Po włączeniu do seniorskiego zespołu Mena szybko stał się podstawowym zawodnikiem zespołu. W 2019 roku został przez The Guardian wybrany jednym z 60 najbardziej obiecujących piłkarzy rocznika 2002. Ogółem w Tigres FC rozegrał 40 meczów w lidze, zdobywając siedem goli. Po zainteresowaniu ze strony takich klubów jak SC Braga i CA San Lorenzo, w 2020 roku został zawodnikiem Deportivo Pereira. W Categoría Primera A zadebiutował 2 lutego w wygranym 2:0 meczu z Cúcuta Deportivo. W Deportivo wystąpił w trzynastu meczach w lidze, będąc na ogół rezerwowym, i pod koniec roku został zwolniony z klubu w ramach zaoszczędzenia kosztów. W 2021 roku podjął decyzję o związaniu się kontraktem z łotewskim Valmiera FC. W Virslīdze zadebiutował 14 marca w wygranym 3:2 spotkaniu z FK RFS. Będąc zawodnikiem Valmiery, występował w Lidze Konferencji Europy oraz zdobył w 2022 roku mistrzostwo Łotwy. Zdaniem znawcy łotewskiej piłki – Jānisa Vītolsa – Mena był w 2022 roku wyróżniającą się postacią w lidze. Ogółem przez dwa lata zdobył 16 goli w 59 meczach ligi łotewskiej. W lutym 2023 roku został wypożyczony do Jagiellonii Białystok. W sierpniu 2023 roku podpisał czteroletni kontrakt z Lechią Gdańsk.

## Kariera reprezentacyjna
Występował w reprezentacji Kolumbii U-15 oraz U-17.

## Statystyki

### Statystyki ligowe
| Sezon         | Klub                  | Liga                | Mecze | Gole |
| ------------- | --------------------- | ------------------- | ----- | ---- |
| 2018 (j)      | Tigres FC             | Categoría Primera B | 14    | 0    |
| 2019          | Tigres FC             | Categoría Primera B | 26    | 7    |
| 2020          | Deportivo Pereira     | Categoría Primera A | 13    | 0    |
| 2021          | Valmiera FC           | Virslīga            | 24    | 2    |
| 2022          | Valmiera FC           | Virslīga            | 35    | 14   |
| 2022/2023 (w) | Jagiellonia Białystok | Ekstraklasa         | 7     | 0    |
| 2023 (j)      | Valmiera FC           | Virslīga            | 4     | 0    |
| 2023/2024     | Lechia Gdańsk         | I liga              | 29    | 5    |
| 2024/2025     | Lechia Gdańsk         | Ekstraklasa         | 13    | 4    |

## Sukcesy
Valmiera FC
- mistrzostwo Łotwy: 2022